# Gáisene
Gáisene eller Gaissene (från samiskans gáissá – "hög, spetsig fjälltopp") är den nästan sammanhängande mur av höga, branta fjäll i Finnmark fylke som skiljer fjordbottnarna i Laksefjorden och Porsangen från Finnmarksvidda.
Gáisene har bildats genom att eokambriska lager av sparagmit har skjutits upp på berggrunden. Lagren, som är mycket motståndskraftiga mot erosion, ligger för det mesta horisontellt, och topparna utgör ofta isolerade käglor. Den högsta av dem, Čohkarašša (1 139 m ö.h.), ligger i Porsangers kommun, sydväst om Porsangen, och är ett av Finnmarks högsta fjäll. Kända är också Vuorji (1 024 m ö.h.), Karasjoks kommuns högsta fjäll på gränsen till Porsanger, och Rásttigáisá (1 066 m ö.h.) på gränsen mellan kommunerna Tana och Lebesby och det högsta berget i båda kommunerna. Lakselva, som mynnar ut i Porsangen, bryter igenom Gáisene.